# Stadthalle Gütersloh

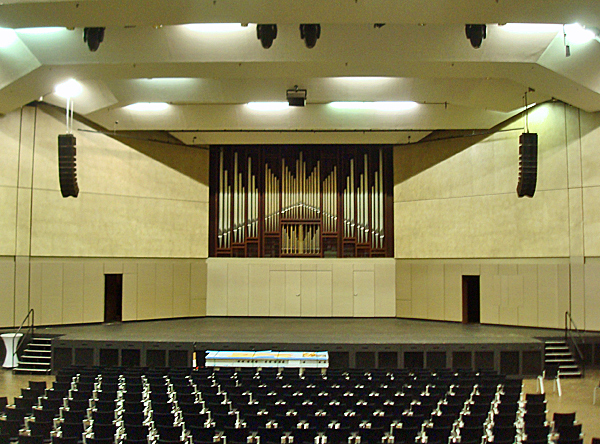
Großer Saal der Stadthalle Gütersloh mit Kleuker-Orgel

Die Stadthalle Gütersloh in der ostwestfälischen Kreisstadt Gütersloh ist ein multifunktionales Veranstaltungszentrum für Kulturveranstaltungen, Messen, Kongresse, Tagungen und private Veranstaltungen. Zusammen mit dem benachbarten Theater Gütersloh ist die Stadthalle Teil der als Eigenbetrieb geführten Dachmarke Kultur Räume Gütersloh der Stadt Gütersloh. 

## Lage
Die Stadthalle befindet sich in der Gütersloher Kernstadt in unmittelbarer Nachbarschaft zum Theater, dem Wasserturm und dem Evangelisch Stiftischen Gymnasium. 

## Geschichte

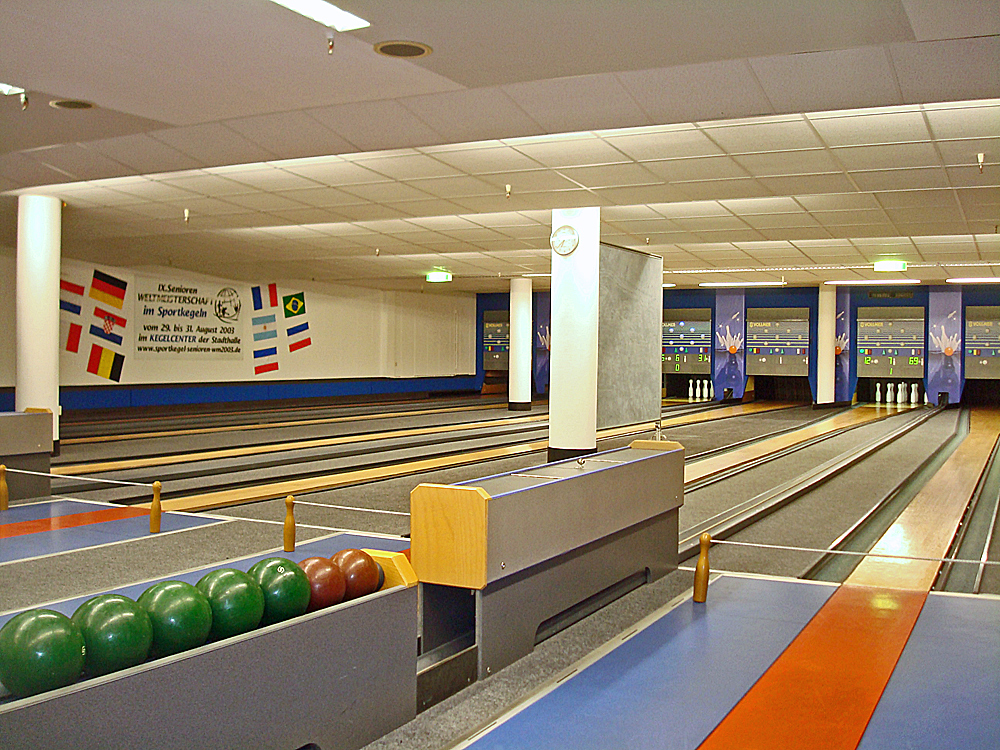
Kegelcenter (8 Bahnen) im Untergeschoss der Halle

1890 äußerten Gütersloher Bürger erstmals den Wunsch nach einer „Volkshalle“ für bürgerliche Geselligkeit. Die Idee einer Stadthalle wurde allerdings erst 1959 erneut aufgegriffen und 1968 ein Stadthallenausschuss gegründet. Den Ausschreibungswettbewerb gewann die Architektengruppe Friedhelm Flöttmann (Gütersloh), Wolfram Funke (Dortmund), Helmut Kornfeld (Gütersloh) und Heiner Eckebrecht (Kelkheim) und erhielt 1974 den Auftrag zur Planung der Stadthalle mit Parkhaus.   
Auf dem Gelände einer ehemaligen Brauerei Ecke Friedrichstraße/Barkeystraße begannen die Bauarbeiten im Juni 1976. Im Herbst 1979 wurde die Stadthalle für etwa 23 Millionen D-Mark fertiggestellt und im Frühjahr 1991 mit dem Kleinen Saal um einen zusätzlichen Veranstaltungsraum erweitert. Miele-Geschäftsführer Kurt Christian Zinkann (1904–1985) schenkte der Stadt zum Bau der Stadthalle eine Kleuker-Orgel für den großen Saal, ein Instrument mit 38 Registern auf 3 Manualen.
Im Kegelcenter mit 8 Bahnen im Untergeschoss fanden mehrfach nationale und internationale Wettkämpfe statt, z. B.  im August 2003 die IX. Senioren-Weltmeisterschaften im Sportkegeln.   
2013 wurde mit Sanierungs- und Umbaumaßnahmen der Halle in drei Bauabschnitten begonnen: Versetzung des Haupteingangs, Modernisierung der Konferenzräume, des Brandschutzes und der Veranstaltungstechnik, Ergänzung der Bühne im großen Saal um eine dreiteilige Podiumsanlage, Installation einer Photovoltaikanlage auf dem Dach sowie eine energetische Fassadenerneuerung für das gesamte Haus.

## Gebäude
Die Stadthalle wurde in einer polygonalen Terrassenarchitektur erbaut. Die Gliederung im Inneren durch die sogenannte Split-Level-Struktur erzeugt voneinander abgegrenzte Inseln auf verschiedenen Ebenen. Insgesamt umfasst das Gebäude drei Stockwerke.
Im Erdgeschoss liegt das Forum mit einer Ausstellungsfläche von 800 Quadratmetern. Es wird für verschiedene Veranstaltungsformate wie Messen und Kunstausstellungen genutzt. Die Foyers bieten Raum für Empfänge, Buffets oder Ausstellungen. Zusammen mit den beiden Sälen sowie dem Forum beträgt die Veranstaltungsfläche insgesamt 3000 Quadratmeter. Der große Saal bietet Platz für bis zu 2500 Personen, der kleine Saal für bis zu 500 Personen. Beide Säle sind multifunktional nutzbar. Außerdem verfügt die Stadthalle über fünf Konferenzräume, die 2015 renoviert wurden. Neben dem kleinen Saal befindet sich ein Restaurant.

## Programm
Die Stadthalle ist ein Veranstaltungszentrum, das primär von externen Veranstaltern angemietet wird. Das Programm ergibt sich überwiegend aus den Anfragen von Künstlern, Ensembles und Veranstaltern.  Daneben werden Eigenveranstaltungen durchgeführt, die zum festen Programm der Stadthalle zählen. Die Galerie im Forum der Stadthalle zeigt regelmäßig Kunstausstellungen vorwiegend regionaler Künstler, die von den Besuchern der Stadthalle kostenlos besichtigt werden können.